# Радоєвиці
Радоєвиці (пол. Radojewice) — село в Польщі, у гміні Домброва-Біскупія Іновроцлавського повіту Куявсько-Поморського воєводства.
Населення — 340 осіб (2011).
У 1975-1998 роках село належало до Бидгощського воєводства.

## Демографія
Демографічна структура станом на 31 березня 2011 року:
|          | Загалом | Допрацездатний вік | Працездатний вік | Постпрацездатний вік |
| -------- | ------- | ------------------ | ---------------- | -------------------- |
| Чоловіки | 164     | 43                 | 111              | 10                   |
| Жінки    | 176     | 46                 | 103              | 27                   |
| Разом    | 340     | 89                 | 214              | 37                   |